# Lloyd Palun
Lloyd Palun (Arlés, Francia, 28 de noviembre de 1988) es un futbolista francés nacionalizado gabonés. Juega de defensa y se encuentra sin equipo tras abandonar el S. C. Bastia.

## Biografía
Se formó en el FC Martigues como centrocampista; Palun comienza con el primer equipo en CFA durante la temporada 2008-2009 en el disputa solo trece partidos de la liga.
En 2009 se unió al club de La Trinité SFC de la CFA2. Después de siete partidos y tres goles, es descubierto y contratado por el OGC Nice en Ligue 1.
El 6 de enero de 2011]firmó un contrato amateur con la reserva del Niza. El 2 de febrero, hizo su primera aparición profesional durante un partido de la Copa de Francia.
26 de abril de 2011, firmó con el Niza profesional, su primer partido como profesional es contra el Olympique de Marseille en el Stade Velodrome por la Ligue 1.
Para la temporada 2012-2013, el nuevo entrenador Claude Puel lo establecido en el lateral derecho tras la salida de François Clerc, Drissa Diakite y Kafoumba Coulibaly.
Jugó con el Red Star FC de París en la Ligue 2.

## Selección nacional
Ha sido internacional con la selección de Gabón en 76 ocasiones.

## Clubes
| Club                | País    | Año       |
| ------------------- | ------- | --------- |
| F. C. Martigues     | Francia | 2008-2009 |
| Trinité Sport F. C. | Francia | 2009-2010 |
| O. G. C. Niza       | Francia | 2011-2015 |
| F. C. Red Star      | Francia | 2015-2017 |
| Círculo de Brujas   | Bélgica | 2017-2019 |
| E. A. Guingamp      | Francia | 2019-2021 |
| S. C. Bastia        | Francia | 2021-2023 |

## Palmarés

### Torneos nacionales
| Título               | Club           | País    | Año     |
| -------------------- | -------------- | ------- | ------- |
| Championnat National | Red Star F. C. | Francia | 2014-15 |